# Seventh-inning stretch
Der Seventh-inning stretch (dt.: Dehnübung im siebten Inning) ist eine inoffizielle, etwa zehnminütige Auszeit im Baseball (insbesondere im Major League Baseball sowie den nordamerikanischen Minor Leagues), die in der Mitte des siebten Innings durchgeführt wird. Hierbei werden die Zuschauer ausdrücklich ermutigt, sich zu dehnen, herum zu gehen oder sich ein letztes Mal mit Lebensmitteln zu versorgen, da der Verkauf nach dem Seventh-inning stretch eingestellt wird. Meist wird zur Unterhaltung das traditionelle Baseballlied Take Me Out to the Ball Game gesungen.

## Geschichte

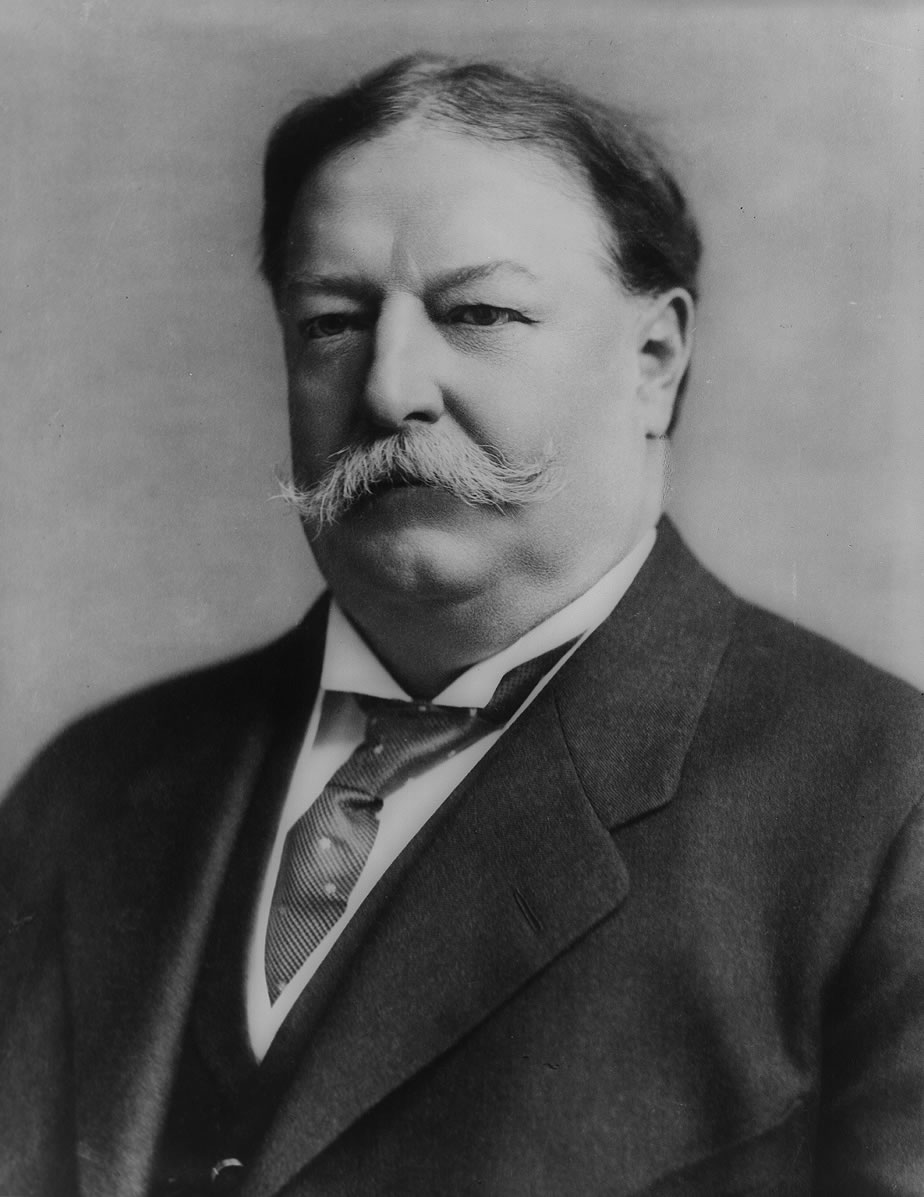
William Howard Taft war der Legende nach der erste US-Präsident, der den Seventh-inning stretch mitmachte.

Zum Seventh-inning stretch gibt es keinen eindeutig anerkannten Ursprung, aber der Legende nach führte ein Baseballcoach namens Jasper Brennan diese Pause 1882 spontan ein, als ihm auffiel, dass die Zuschauer im siebten Inning nach stundenlangem Sitzen unruhig wurden. Als er eine zehnminütige Pause ausrief, wurde sie von den dankbaren Schaulustigen zu Dehnübungen, zu Toilettengängen oder zum Einkauf von Lebensmitteln benutzt. Nach anderen Versionen war der Seventh-inning stretch ein taktisches Manöver, das Teams in der Frühzeit des Baseballs nutzten, um ihren Relief Pitchern einige Minuten länger zum Aufwärmen zu geben. Eine weitere Legende rankt sich um US-Präsident William Howard Taft, der bei einem Baseballspiel 1910 im siebten Inning angeblich so steif war, dass er einige Minuten lang aufstand und sich reckte, was die Zuschauer animierte, es ihm gleichzutun.
Der Seventh-inning stretch etablierte sich als Kult, und es ist üblich, dass die Zuschauer das Lied Take Me Out to the Ball Game singen. Das Lied wird häufig von Stars aus Politik oder Unterhaltung vorgesungen. Nach den Terroranschlägen am 11. September 2001 wurde auch God Bless America gesungen. Bei manchen Baseballklubs im Major League Baseball folgt nach Take Me Out to the Ball Game ein zweites Lied, u. a. Louie Louie bei den Seattle Mariners oder Thank God I’m a Country Boy (John Denver) bei den Baltimore Orioles.
Zu bemerken ist, dass der Seventh-inning stretch (leicht irreführend) nicht am Anfang, sondern in der Mitte des siebten Innings stattfindet, nachdem das Besucherteam zum siebten Mal am Schlag gewesen ist. So ist das Heimteam bis zum Ende der regulären neun Innings noch mindestens zweimal am Schlag (dreimal, wenn das Spiel in der Mitte des neunten Innings unentschieden steht oder das Heimteam zurückliegt) ist, und das Besucherteam noch genau zweimal. Sollte das Spiel in die Verlängerung gehen, werden nach jedem weiteren siebten Inning (d. h. nach Inning 14, 21, 28 etc.) weitere Stretches ausgerufen.